# Maya (1932)
El Maya ((摩耶) fue un crucero pesado de la clase Takao perteneciente a la Armada Imperial Japonesa, que fue hundido el 23 de octubre de 1944 por un ataque submarino junto al crucero pesado Atago perteneciente a la misma clase.

## Historial operativo
El casco del crucero pesado Maya fue botado en 1930 en los astilleros Kawasaki en el puerto de Kobe y completado en 1932, fue asignado el 30 de junio de 1932.

### Segunda Guerra Mundial
En noviembre de 1941 en los preámbulos de la Guerra del Pacífico formó parte de la 4ª división de cruceros pesados al mando del almirante Nobutake Kondo. El 2 de diciembre de 1941 es enviado a operaciones de respaldo en el desembarco anfibio en la isla Mako la cual sirve de base de operaciones navales contra el área de las Filipinas,  el 8 de diciembre apoya las acciones de invasión del norte de las islas Filipinas. El 10 de diciembre estando al oeste de la isla de Luzón, es atacado por varios PBY Catalina, los cuales fallan en tocar al crucero pesado siendo uno de ellos derribado por aviones de escolta. El 22 de diciembre de 1941 refuerza la invasión del golfo de Lingayen.
El 2 de marzo de 1942, a 300 km al sur de la isla de Bali, el Maya y los destructores Arashi y Nowaki sorprenden al minador británico HMS Stronghold y lo hunden rescatando a 50 sobrevivientes de un total de 124 marinos ingleses.  
Dos días después a 500 km de la isla de Tjilatjap, el 4 de marzo junto a la 4ª división atacan un convoy australiano hundiendo un buque tanque, un minador y al destructor HMAS Yarra capturando dos buques de carga holandeses.

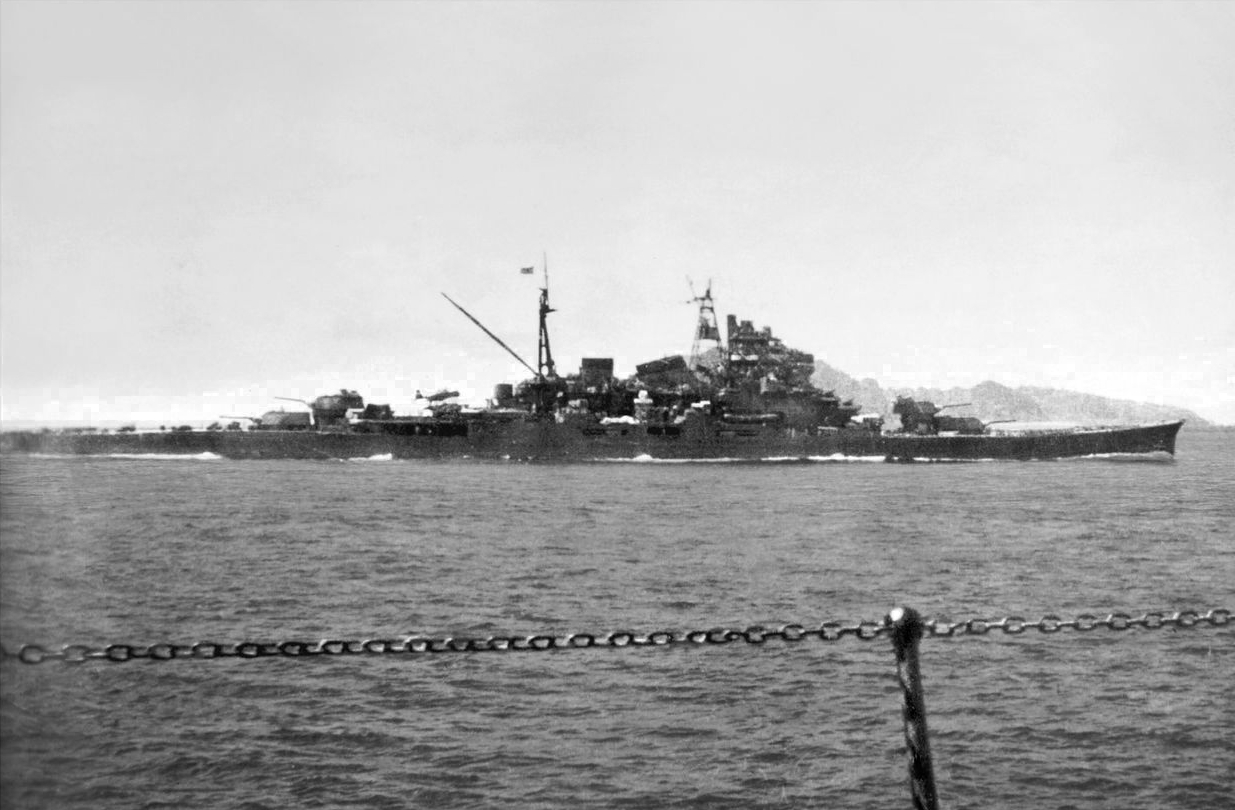
El Maya en su última configuración de 1944.

El 18 de abril de 1942, el crucero Maya participa en la infructuosa búsqueda de las fuerzas estadounidenses del almirante William F. Halsey  que facilitaron la Incursión Doolittle sobre territorio japonés. El 3 de junio de 1942 participa el Operación AL junto al crucero pesado Takao  en la operación de distracción en las islas Aleutianas bombardeando Dutch Harbor en apoyo de la Operación MO. En agosto de 1942 establece base en la isla Truk junto a la 2ª Flota del almirante Kondo.
La noche del 15 al 16 de octubre de 1942 el Maya junto al crucero Myōkō y el crucero ligero Isuzu realizan un bombardeo de ablandamiento en la isla de Guadalcanal disparando proyectiles incendiarios sobre el aeródromo Campo Henderson. El 13 de noviembre de 1942 forma parte de las fuerzas del almirante Shoji Nishimura para una acción nocturna sobre la base Henderson en la isla de Guadalcanal. El 14 de noviembre resulta dañado por ataque de aviones estadounidenses tocando su popa y causando 37 bajas lo que lo obliga a retirarse a Truk para reparaciones mayores.
Después de efectuar reparaciones, el crucero Maya forma parte de la flota del almirante Nishimura junto al crucero pesado Chōkai los cruceros ligeros Tenryū, Kinusaga e Isuzu, y realizan un nuevo bombardeo nocturno sobre Campo Henderson, el Maya colabora con sus aviones de reconocimiento quienes lanzan bengalas de magnesio sobre el objetivo.
En el primer trimestre de 1943, el Maya realiza labores de escolta de convoyes formando la 5ª división de cruceros del almirante Hosogaya, junto al crucero Nachi, Abukuma, y el Tama junto a la 21º División de cruceros entre Ominato, Paramushiro y Attu en las Aleutianas. Estando en esas instancias, el 27 de marzo de 1943, la fuerza japonesa se enfrenta en una batalla cerca de las islas de Komandorski con una división enemiga compuesta por los cruceros USS San Francisco (CA-38) y el USS Salt Lake City (CA-25) y cuatro destructores. El Maya dispara sus torpedos Long Lance pero no obtiene resultados, sin embargo, los japoneses logran tocar al USS Salt Lake City y a un destructor dañándolos seriamente; el Maya y el Nachi además reciben impactos de vuelta en que también resultan con serios daños y Hosogaya decide abortar la misión con nefastas consecuencias para las fuerzas japonesas en las Aleutianas. Las tropas japonesas acantonadas en Attu y Kiska se ven enfrentados al desabastecimiento, lo que a la larga significó la victoria aliada sobre los japoneses en las Aleutianas en mayo de ese año. Hosogaya es relevado deshonrosamente del mando naval y enviado a un puesto admnistrativo en Micronesia.
Desde mayo a julio de 1943, los crucero Maya y Nachi realizan labores de evacuación de tropas sobrevivientes desde Kiska para repatriarlas a Ominato. El 19 de agosto de 1943, el crucero Maya es dotado con nuevos puestos artilleros a proa.
El 16 de octubre de 1943, el Maya se integra a la 4ª División de cruceros componiendo una escuadra al mando del almirante Koga compuesta por los acorazados clase Yamato, los clase Fuso, y los clase Kongo y otras unidades menores para interceptar una fuerza de desembarco estadounidense destinada a la isla de Wake, cuyos datos fueron capturados por la inteligencia japonesa.
El 23 de octubre la fuerza japonesa se estaciona a 300 km de Wake y busca mediante reconocimiento el contacto con la fuerza estadounidense. No se obtiene contacto con el enemigo, por lo que retornan a Truk.
El 4 de noviembre de 1943, el Maya arriba a Rabaul para reabastecimiento. AL día siguiente, el 5 de noviembre, el puerto recibe un masivo ataque aéreo enemigo y un bombardero logra un impacto de bomba sobre la torreta n.º 3, poniéndola fuera de combate, causando un gran incendio y 70 bajas. El crucero es enviado a Yokosuka, llegando el 21 de diciembre para reparaciones mayores donde se le realizan transformaciones a su superestructura dotándosele de un mayor poder antiaéreo, se le retira su torreta inutilizada y en su lugar se le instalan cañones sobre afustes con gran elevación. Las reparaciones y transformaciones duran hasta abril de 1944, como consecuencia el crucero aumenta su desplazamiento a 13.140 t.
Desde fines de abril de 1944 el Maya pasa a formar parte de la 1ª Fuerza Móvil del almirante Osawa.
El 20 de junio de 1944, la 1ª fuerza de Osawa es atacada en las afueras durante la llamada  Gran cacería de patos de las Marianas, el Maya es tocado levemente a proa teniendo inundaciones. El portaviones Chiyoda resulta gravemente dañado. Es reparado en Yokosuka y enviado como transporte de tropas a Mikajo Kima.

#### Hundimiento

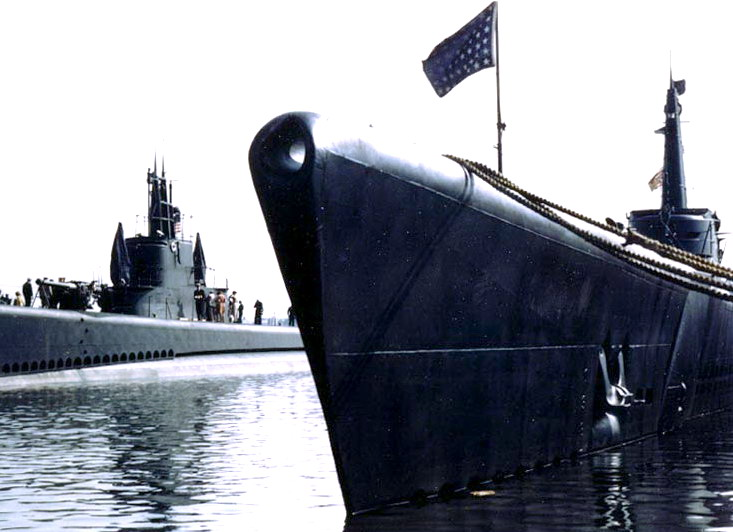
El USS Dace (SS-247), ejecutor del crucero Maya.

El 22 de octubre de 1944, el Maya zarpa de Brunéi como parte de la escuadra del almirante Takeo Kurita rumbo al Golfo de Leyte para el desarrollo de la intrincada Operación Sho-I-Go de convergencia de fuerzas desde distintas direcciones para atacar las fuerzas de desembarco estadounidenses. El Maya y otros cruceros pesados forman parte de la avanzada del anillo defensivo de los acorazados.
Al amanecer del 23 de octubre de 1944, la fuerza de Kurita traspone el paso de Palawan y son observados por los submarinos estadounidenses USS Darter (SS-227) y USS Dace (SS-247), quienes se colocar en posición de ataque. 
A las 5:33, el USS Darter dispara dos salvas de torpedos y son tocados el crucero Atago resultando hundido en 18 min, el crucero Takao resulta gravemente dañado y el crucero Maya es tocado a las 5:55 por el USS Dace con cuatro torpedos sucesivamente, uno impacta en su proa, otro daña la torreta n.º 1, el tercero destruye su sala de calderas, el cuarto impacta algo más a popa. En esta emboscada, el ataque combinado americano hunde al 50% de los integrantes de la clase Takao,   el crucero cabeza de clase queda gravemente inhabilitado operativamente el resto de la guerra. 
El Maya se hundió en medio de explosiones a las 6:05 con la pérdida de 335 hombres incluyendo su capitán Ooe. 635 sobrevivientes son rescatados por destructores.

## Pecio
El pecio fue ubicado el 19 de abril de 2019 por la nave RV Petrel & Vulcan Inc.  a 1.800 m de profundidad, su arco de proa está separado de un quiebre a nivel de la torreta n°2 y unido al costado de babor del casco, por la cadena del ancla donde reposa en el fondo en forma invertida, el cuerpo principal está en posición normal en el fondo en estado oxidado: pero reconocible tanto la estructura del puente, sus armas y popa, aún están en buenas condiciones de identificación. 